# رود ژوروا
رودخانه ژوروا (به پرتغالی: Rio Juruá) یک رود در برزیل است که در برزیل, پرو واقع شده‌است.